# 田﨑さくら
田﨑 さくら（たざき さくら、1999年〈平成11年〉1月19日 - ）は、日本のフリーアナウンサー、タレント。セント・フォース所属。

## 経歴
東京都出身で、2017年に高校、2021年に青山学院大学文学部英米文学科、それぞれを卒業した。
2019年に「ミス青山コンテスト」でグランプリに選出される。
2020年3月31日から2023年3月31日まで『めざましテレビ』（フジテレビ系列）のイマドキガールを担当した。
2020年8月1日に高木由梨奈、今井美桜、中塚美緒とともにYouTubeチャンネル『Bloome Channel』を開設した。
2024年4月6日から番組が終了した2025年3月29日まで『ズームイン!!サタデー』（日本テレビ系列）でお天気キャスターを担当する。

## 人物
- 身長162センチメートル (cm)、体重47.7キログラム、ウエスト58cm、ヒップ87cm。
- 趣味はテレビドラマ鑑賞、買い物、特技はダンス[1]。
- 英語検定2級、アイスマニア検定、日本化粧品検定2級、涙ソムリエ[1]。
- チャームポイントは目尻の下の大きなほくろ。

## 出演

### テレビ
- 馬好王国〜UmazuKingdom〜（2020年2月22日、フジテレビ）
- 知られざるガリバー〜エクセレントカンパニーファイル〜[1]（2020年2月29日 - 、テレビ東京系列） - ファイリングリポーター
- めざましテレビ（2020年3月31日 - 2023年3月31日[2]、フジテレビ系列） - イマドキガール
- グッジョブ ～私たち、めっちゃ汗かきました！～（2020年12月17日、テレビ東京） - アシスタント
- お仕事search!それってグッジョブ（2021年3月31日 - 、テレビ東京） - アシスタント
- あざとくて何が悪いの?（2021年10月16日、テレビ朝日） - 先輩女優 役[3]
- マイクロコントラボ（2023年2月24日[4]、8月16日[5]、フジテレビ）
- ワンピースバラエティ 海賊王におれはなるTV（2023年12月9日[6]、フジテレビ）
- ズームイン!!サタデー（2024年4月6日 - 2025年3月29日、日本テレビ系列） - お天気キャスター
- Oha!4 NEWS LIVE』（2025年4月2日 - 、日本テレビ系列） - 水曜～金曜カルチャーキャスター

### ラジオ
- gee up sprout（FMサルース）
- God Bless Saturday[1]（FMヨコハマ）
- SBI FXトレードpresents 田﨑さくらのStep Up！My LIFE（2024年10月2日 - 、ニッポン放送）- ラジオパーソナリティ[7]

### CM
- SBI FXトレード「NEOBANK」（2025年8月12日 - ）[8]